# Caminos de Santiago de Compostela en Francia (Patrimonio de la Humanidad)
Con la denominación Caminos de Santiago de Compostela en Francia (del francés: Chemins de Saint-Jacques-de-Compostelle en France) se engloban toda una serie de monumentos relacionados con el Camino de Santiago a su paso por Francia que forman parte del Patrimonio de la Humanidad desde que fueran así declarados por la Unesco en 1998. En Francia existen 4 caminos o rutas principales de peregrinación a Santiago de Compostela:
- Via Tolosana o Via Arletanensis, camino de Arlés o de Toulouse: parte de Arlés en el Mediterráneo francés y tras atravesar Toulouse cruza los Pirineos por Somport, donde engarza con el Camino Aragonés.
- Via Turonensis o camino de Tours.
- Via Podiensis o camino de Puy.
- Via Lemovicensis o camino de Limoges.

Los tres últimos caminos confluyen en un paraje denominado Gibraltar, que está situado cerca de la localidad vasco-francesa de Ostabat. De ahí las tres rutas siguen juntas hasta San Juan de Pie de Puerto, última etapa del Camino de Santiago en Francia y último pueblo antes de cruzar los Pirineos y entrar en España. Esta localidad vasco-francesa suele considerarse como el punto de partida del Camino Francés, ya formando parte del Camino de Santiago en España.
Además de estas 4 vías principales existen muchas otras ramas menores. Entre ellas destacan:
- Camino de Soulac o del Litoral Aquitano Vía Aquitania: recorre la Costa de Plata y entra en España por Irún, engarzando con el Camino de Santiago de la Costa.
- Camino del Piemonte Pirenaico: va del Mediterráneo paralela a los Pirineos y en parte a la Vía Tolosana. Puede atravesar los Pirineos por diferentes puntos, entre ellos Gavarnie.
- Camino de Auvernia o Via Auverniensis: Se trata de una variante de la Via Lemovicensis que se desvía en Nevers con dirección a Clermont. Los peregrinos, después de más de 600 km, se unirán a la Via Podiensis en La Romieu.

La declaración de la Unesco protege, con indicación individualizada, además de siete tramos del camino como tales, 26 iglesias, 12 catedrales, 11 abadías, 6 puentes, 5 basílicas, 5 hospitales, 2 colegiatas y un campanario, una puerta y un dolmen.

## Sitios y monumentos incluidos dentro del Patrimonio de la Humanidad
Los siguientes sitios y monumentos fueron incluidos en el listado de bienes catalogados como Patrimonio de la Humanidad dentro de la denominación Caminos de Santiago en Francia. La mayor parte de ellos son monumentos situados a lo largo de las varias rutas de peregrinación a Santiago de Compostela que atravesaban Francia. También se protegen unos pequeños tramos de las rutas, más concretamente del Camino de Puy.
Algunos de estos bienes, señalados con (*) y sombreados en rosa, ya habían sido incluidos con anterioridad en el Patrimonio de la Humanidad.
| º       |        | |                                    |                     |                           | |                                                                                                   |
| ------- | ------ | --- | ---------------------------------- | ------------------- | ------------------------- | --- | ------------------------------------------------------------------------------------------------- |
| Código  | Imagen | Nombre | Lugar                              | Departamento        | Región                    | Ruta | Coordenadas                                                                                       |
| 868-001 |        | Catedral de Saint-Front | Périgueux                          | Dordoña             | Nueva Aquitania           | Via Lemovicensis                                                                                        | 45°11′02.6″N 0°43′22.6″E / 45.184056, 0.722944                                                    |
| 868-002 |        | Iglesia de Saint-Avit-Sénieur | Saint-Avit-Sénieur                 | Dordoña             | Nueva Aquitania           | Via Lemovicensis                                                                                        | 44°46′N 0°48′E / 44.767, 0.800                                                                    |
| 868-003 |        | Antigua abadía de Le Buisson-de-Cadouin | Le Buisson-de-Cadouin              | Dordoña             | Nueva Aquitania           | Via Lemovicensis                                                                                        | 44°50′N 0°54′E / 44.833, 0.900                                                                    |
| 868-004 |        | Antigua catedral de Bazas | Bazas                              | Gironda             | Nueva Aquitania           | Via Lemovicensis                                                                                        | 44°25′53.4″N 0°12′40.7″E / 44.431500, 0.211306                                                    |
| 868-005 |        | Basílica de Saint-Seurin | Burdeos                            | Gironda             | Nueva Aquitania           | Via Turonensis                                                                                          | 44°50′36.2″N 0°35′08.0″O / 44.843389, -0.585556                                                   |
| 868-006 |        | Basílica de San Miguel | Burdeos                            | Gironda             | Nueva Aquitania           | Via Turonensis                                                                                          | 44°50′04.2″N 0°33′53.8″O / 44.834500, -0.564944                                                   |
| 868-007 |        | Catedral de Saint-André | Burdeos                            | Gironda             | Nueva Aquitania           | Via Turonensis                                                                                          | 44°50′15.7″N 0°34′39.1″O / 44.837694, -0.577528                                                   |
| 868-008 |        | Abadía de la Selva Mayor | La Sauve-Majeure                   | Gironda             | Nueva Aquitania           | - | 44°46′10.7″N 0°18′42.8″O / 44.769639, -0.311889                                                   |
| 868-009 |        | Iglesia de San Pedro de La Sauve-Majeure | La Sauve-Majeure                   | Gironda             | Nueva Aquitania           | - | 44°46′N 0°18′O / 44.767, -0.300                                                                   |
| 868-010 |        | Iglesia de Notre-Dame-de-la-Fin-des-Terres                                                                                                   | Soulac-sur-Mer                     | Gironda             | Nueva Aquitania           | Camino de Soulac Litoral Aquitano                                                                       | 45°30′50.5″N 1°07′18.6″O / 45.514028, -1.121833                                                   |
| 868-011 |        | Iglesia de Sainte-Quitterie | Aire-sur-l'Adour                   | Landas              | Nueva Aquitania           | Via Podiensis                                                                                           | 43°41′N 0°16′O / 43.683, -0.267                                                                   |
| 868-012 |        | Campanario | Mimizan                            | Landas              | Nueva Aquitania           | Camino de Soulac Litoral Aquitano                                                                       | 44°12′N 1°14′O / 44.200, -1.233                                                                   |
| 868-013 |        | Abadía de San Juan | Sorde-l'Abbaye                     | Landas              | Nueva Aquitania           | Via Turonensis                                                                                          | 43°31′N 1°03′O / 43.517, -1.050                                                                   |
| 868-014 |        | Abadía de Saint-Sever | Saint-Sever                        | Landas              | Nueva Aquitania           | Via Lemovicensis                                                                                        | 43°45′N 0°34′O / 43.750, -0.567                                                                   |
| 868-015 |        | Catedral de San Caprasio | Agen                               | Lot y Garona        | Nueva Aquitania           | Via Auverniensis                                                                                        | 44°12′23.8″N 0°37′06.7″E / 44.206611, 0.618528                                                    |
| 868-016 |        | Catedral de Sainte-Marie | Bayona                             | Pirineos Atlánticos | Nueva Aquitania           | Camino de Soulac Litoral Aquitano                                                                       | 43°29′26.9″N 1°28′36.8″O / 43.490806, -1.476889                                                   |
| 868-017 |        | Iglesia de L'Hôpital-Saint-Blaise | L'Hôpital-Saint-Blaise             | Pirineos Atlánticos | Nueva Aquitania           | Ruta secundaria que conecta el Camino de Toulouse con los otros 3 caminos principales                   | 43°15′N 0°46′O / 43.250, -0.767                                                                   |
| 868-018 |        | Puerta de Saint-Jacques | Saint-Jean-Pied-de-Port            | Pirineos Atlánticos | Nueva Aquitania           | Camino de Ostabat hasta la frontera española (unión de los 3 caminos principales: Tours, Puy y Limoges) | 43°09′50.2″N 1°14′08.7″O / 43.163944, -1.235750                                                   |
| 868-019 |        | Iglesia de Santa María de Olorón | Oloron-Sainte-Marie                | Pirineos Atlánticos | Nueva Aquitania           | Vía Tolosana                                                                                            | 43°11′17.1″N 0°36′58.4″O / 43.188083, -0.616222                                                   |
| 868-020 |        | Iglesia de Nuestra Señora del Puerto | Clermont-Ferrand                   | Puy-de-Dôme         | Auvernia                  | Via Auverniensis                                                                                        | 45°46′49.8″N 3°05′20.9″E / 45.780500, 3.089139                                                    |
| 868-021 |        | Catedral de Le-Puy-en-Velay | Le-Puy-en-Velay                    | Alto Loira          | Auvernia                  | Via Podiensis                                                                                           | 45°02′47.9″N 3°52′58.2″E / 45.046639, 3.882833                                                    |
| 868-022 |        | Hôtel-Dieu Saint-Jacques | Le-Puy-en-Velay                    | Alto Loira          | Auvernia                  | Via Podiensis                                                                                           | 45°02′55.1″N 3°52′39.6″E / 45.048639, 3.877667                                                    |
| 868-023 |        | Le Mont-Saint-Michel (*) · ( Patrimonio de la Humanidad (con el nombre de «Monte Saint Michel y su bahía», n.º ref. 80) (1979))              | Monte Saint-Michel                 | Ille-et-Vilaine     | Baja Normandía            | - | 48°38′11.0″N 1°30′39.8″O / 48.636389, -1.511056                                                   |
| 868-024 |        | Iglesia prioral de Sainte-Croix-Notre-Dame                                                                                                   | La Charité-sur-Loire               | Nièvre              | Borgoña-Franco Condado    | Via Lemovicensis                                                                                        | 47°10′38.5″N 3°00′58.7″E / 47.177361, 3.016306                                                    |
| 868-025 |        | Iglesia de Santiago de Asquins | Asquins                            | Yonne               | Borgoña-Franco Condado    | Via Lemovicensis                                                                                        | 47°28′57.6″N 3°45′14.9″E / 47.482667, 3.754139                                                    |
| 868-026 |        | Antigua abadía de Sainte-Madeleine (*) · ( Patrimonio de la Humanidad (con el nombre de «Basílica y colina de Vézelay», n.º ref. 84) (1979)) | Vézelay                            | Yonne               | Borgoña-Franco Condado    | Via Lemovicensis                                                                                        | 47°27′59.4″N 3°44′53.9″E / 47.466500, 3.748306                                                    |
| 868-027 |        | Colegiata de San Esteban (antigua colegiata de Saint-Jacques)                                                                                | Neuvy-Saint-Sépulchre              | Indre               | Centro-Valle de Loira     | Via Lemovicensis                                                                                        | 46°35′44.2″N 1°48′30.1″E / 46.595611, 1.808361                                                    |
| 868-028 |        | Catedral de Saint-Etienne de Bourges (*) · ( Patrimonio de la Humanidad (con el nombre de «Catedral de Bourges», n.º ref. 635) (1992))       | Bourges                            | Cher                | Centro-Valle de Loira     | Via Lemovicensis                                                                                        | 47°04′56.3″N 2°23′53.7″E / 47.082306, 2.398250                                                    |
| 868-029 |        | Basílica de Nuestra Señora de L'Épine | L'Épine                            | Marne               | Gran Este                 | - | 48°58′36.7″N 4°28′10.7″E / 48.976861, 4.469639                                                    |
| 868-030 |        | Iglesia de Notre-Dame-en-Vaux | Châlons-en-Champagne               | Marne               | Gran Este                 | - | 48°57′26.8″N 4°21′49.2″E / 48.957444, 4.363667                                                    |
| 868-031 |        | Torre de la iglesia de Saint-Jacques-de-la-Boucherie                                                                                         | París                              | París               | Isla de Francia           | Via Turonensis                                                                                          | 48°51′28.7″N 2°20′56.1″E / 48.857972, 2.348917                                                    |
| 868-032 |        | Antigua abadía de Gellone | Saint-Guilhem-le-Désert            | Hérault             | Occitania                 | Vía Tolosana                                                                                            | 43°44′01.7″N 3°32′56.1″E / 43.733806, 3.548917                                                    |
| 868-033 |        | Puente del Diablo sobre el río Hérault | Aniane/Saint-Jean-de-Fos           | Hérault             | Occitania                 | Vía Tolosana                                                                                            | 43°42′28.3″N 3°33′26.5″E / 43.707861, 3.557361                                                    |
| 868-034 |        | Antigua abadía de Saint-Gilles-du-Gard | Saint-Gilles-du-Gard               | Gard                | Occitania                 | Vía Tolosana                                                                                            | 43°40′36.5″N 4°25′55.1″E / 43.676806, 4.431972                                                    |
| 868-035 |        | Iglesia de Saint-Léonard | Saint-Léonard-de-Noblat            | Alto Vienne         | Nueva Aquitania           | Via Lemovicensis                                                                                        | 45°50′14.4″N 1°29′22.5″E / 45.837333, 1.489583                                                    |
| 868-036 |        | Iglesia de Tramesaygues | Audressein                         | Ariège              | Occitania                 | Camino del Piemonte Pirenaico                                                                           | 42°55′N 1°01′E / 42.917, 1.017                                                                    |
| 868-037 |        | Antigua catedral y claustro, catedral de Notre-Dame-de-la-Sède, palacio episcopal y fortificación                                            | Saint-Lizier                       | Ariège              | Occitania                 | Camino del Piemonte Pirenaico                                                                           | 43°00′04.8″N 1°08′13.5″E / 43.001333, 1.137083                                                    |
| 868-038 |        | Abadía de Sainte-Foy | Conques                            | Aveyron             | Occitania                 | Via Podiensis                                                                                           | 44°35′56.1″N 2°23′50.4″E / 44.598917, 2.397333                                                    |
| 868-039 |        | Puente sobre el Dourdou | Conques                            | Aveyron             | Occitania                 | Via Podiensis                                                                                           | 44°35′53.8″N 2°23′32.0″E / 44.598278, 2.392222                                                    |
| 868-040 |        | Pont-Vieux de Espalion | Espalion                           | Aveyron             | Occitania                 | Via Podiensis                                                                                           | 44°31′21.9″N 2°45′46.4″E / 44.522750, 2.762889                                                    |
| 868-041 |        | Puente sobre el Lot | Estaing                            | Aveyron             | Occitania                 | Via Podiensis                                                                                           | 44°33′11.1″N 2°40′19.2″E / 44.553083, 2.672000                                                    |
| 868-042 |        | Puente llamado «de los peregrinos» sobre el Boralde                                                                                          | Saint-Chély-d'Aubrac               | Aveyron             | Occitania                 | Via Podiensis                                                                                           | 44°35′N 2°55′E / 44.583, 2.917                                                                    |
| 868-043 |        | Antigua catedral de Nuestra Señora | Saint-Bertrand-de-Comminges        | Alto Garona         | Occitania                 | Camino del Piemonte Pirenaico                                                                           | 43°01′N 0°34′E / 43.017, 0.567                                                                    |
| 868-044 |        | Basílica paleocristiana, capilla de Saint-Julien                                                                                             | Saint-Bertrand-de-Comminges        | Alto Garona         | Occitania                 | Camino del Piemonte Pirenaico                                                                           | 43°01′N 0°34′E / 43.017, 0.567                                                                    |
| 868-045 |        | Basílica de Saint-Sernin | Toulouse                           | Alto Garona         | Occitania                 | Vía Tolosana                                                                                            | 43°36′28.5″N 1°26′28.7″E / 43.607917, 1.441306                                                    |
| 868-046 |        | Hôtel-Dieu Saint-Jacques | Toulouse                           | Alto Garona         | Occitania                 | Vía Tolosana                                                                                            | 43°35′56.0″N 1°26′11.9″E / 43.598889, 1.436639                                                    |
| 868-047 |        | Iglesia de Saint-Just | Valcabrère                         | Alto Garona         | Occitania                 | Camino del Piemonte Pirenaico                                                                           | 43°02′N 0°34′E / 43.033, 0.567                                                                    |
| 868-048 |        | Catedral de Sainte-Marie | Auch                               | Gers                | Occitania                 | Vía Tolosana                                                                                            | 43°38′47.1″N 0°35′06.7″E / 43.646417, 0.585194                                                    |
| 868-049 |        | Puente d'Artigue o de Lartigue | Beaumont-sur-l'Osse y Larressingle | Gers                | Occitania                 | Via Podiensis                                                                                           | 43°56′N 0°17′E / 43.933, 0.283                                                                    |
| 868-050 |        | Colegiata de San Pedro | La Romieu                          | Gers                | Occitania                 | Via Podiensis                                                                                           | 43°58′N 0°29′E / 43.967, 0.483                                                                    |
| 868-051 |        | Catedral de Saint-Etienne | Cahors                             | Lot                 | Occitania                 | Via Podiensis                                                                                           | 44°26′44.7″N 1°25′56.5″E / 44.445750, 1.432361                                                    |
| 868-052 |        | Puente Valentré | Cahors                             | Lot                 | Occitania                 | Via Podiensis                                                                                           | 44°26′42.4″N 1°25′54.4″E / 44.445111, 1.431778                                                    |
| 868-053 |        | Dolmen de Pech-Laglaire | Gréalou                            | Lot                 | Occitania                 | Via Podiensis                                                                                           | 44°32′N 1°53′E / 44.533, 1.883                                                                    |
| 868-054 |        | Hôpital Saint-Jacques | Figeac                             | Lot                 | Occitania                 | Via Podiensis                                                                                           | 44°36′30.5″N 2°01′45.9″E / 44.608472, 2.029417                                                    |
| 868-055 |        | Iglesia de Saint-Sauveur y cripta de San Amador                                                                                              | Rocamadour                         | Lot                 | Occitania                 | Via Auverniensis                                                                                        | 44°48′N 1°37′E / 44.800, 1.617                                                                    |
| 868-056 |        | Hospice du Plan y capilla de Nuestra Señora de la Asunción, conocida con el nombre de «capilla de los Templarios»                            | Aragnouet                          | Altos Pirineos      | Occitania                 | Camino del Piemonte Pirenaico                                                                           | 42°47′N 0°13′E / 42.783, 0.217                                                                    |
| 868-057 |        | Iglesia parroquial de Gavarnie (*) · ( Patrimonio de la Humanidad (parte de «Pirineos-Monte Perdido», n.º ref. 773bis) (1997, 1999))         | Gavarnie                           | Altos Pirineos      | Occitania                 | Camino del Piemonte Pirenaico                                                                           | 42°43′59.2″N 0°00′35.3″O / 42.733111, -0.009806                                                   |
| 868-058 |        | Iglesia de San Lorenzo | Jézeau                             | Altos Pirineos      | Occitania                 | Camino del Piemonte Pirenaico                                                                           | 42°54′N 0°22′E / 42.900, 0.367                                                                    |
| 868-059 |        | Iglesia de Cotdoussan | Ourdis-Cotdoussan                  | Altos Pirineos      | Occitania                 | - | 43°02′N 0°01′E / 43.033, 0.017                                                                    |
| 868-060 |        | Iglesia de Notre-Dame-du-Bourg | Rabastens                          | Tarn                | Occitania                 | Camino de Conques a Toulouse                                                                            | 43°49′21.3″N 1°43′32.3″O / 43.822583, -1.725639                                                   |
| 868-061 |        | Abadía de Saint-Pierre y claustro | Moissac                            | Tarn y Garona       | Occitania                 | Via Podiensis                                                                                           | 44°06′20.1″N 1°05′03.5″E / 44.105583, 1.084306                                                    |
| 868-062 |        | Catedral de Notre-Dame de Amiens (*) · ( Patrimonio de la Humanidad (con el nombre de «Catedral de Amiens», n.º ref. 162) (1981))            | Amiens                             | Somme               | Alta Francia              | - | 49°53′42.0″N 2°18′06.0″E / 49.895000, 2.301667                                                    |
| 868-063 |        | Iglesia parroquial de Saint-Jean-Baptiste | Folleville                         | Eure                | Alta Francia              | - | 49°40′35.4″N 2°21′45.8″E / 49.676500, 2.362722                                                    |
| 868-064 |        | Iglesia parroquial de Santiago | Compiègne                          | Oise                | Alta Francia              | - | 49°25′00.7″N 2°49′38.0″E / 49.416861, 2.827222                                                    |
| 868-065 |        | Iglesia de Sainte-Eutrope | Saintes                            | Charente Marítimo   | Nueva Aquitania           | Via Turonensis                                                                                          | 45°44′36.6″N 0°38′28.5″O / 45.743500, -0.641250                                                   |
| 868-066 |        | Abadía real de San Juan Bautista | Saint-Jean-d'Angély                | Charente Marítimo   | Nueva Aquitania           | Via Turonensis                                                                                          | 45°56′36.9″N 0°31′23.5″O / 45.943583, -0.523194                                                   |
| 868-067 |        | Iglesia de San Hilario | Melle                              | Deux-Sèvres         | Nueva Aquitania           | Via Turonensis                                                                                          | 46°13′11.9″N 0°08′58.3″O / 46.219972, -0.149528                                                   |
| 868-068 |        | Iglesia de Saint-Pierre | Aulnay                             | Charente Marítimo   | Nueva Aquitania           | Via Turonensis                                                                                          | 46°01′23.2″N 0°21′17.1″O / 46.023111, -0.354750                                                   |
| 868-069 |        | Iglesia de Saint-Hilaire-le-Grand | Poitiers                           | Vienne              | Nueva Aquitania           | Via Turonensis                                                                                          | 46°34′38.9″N 0°19′56.9″E / 46.577472, 0.332472                                                    |
| 868-070 |        | Antiguo hospital de peregrinos | Pons                               | Charente Marítimo   | Nueva Aquitania           | Via Turonensis                                                                                          | 45°34′08.5″N 0°33′07.3″O / 45.569028, -0.552028                                                   |
| 868-071 |        | Iglesia de San Honorato (*) | Arlés                              | Bocas del Ródano    | Provenza-Alpes-Costa Azul | Vía Tolosana                                                                                            | 43°40′16.3″N 4°38′12.4″E / 43.671194, 4.636778                                                    |
| 868-072 |        | Camino de Le Puy: entre Nasbinals y Saint-Chély-d'Aubrac (17 km)                                                                             | Nasbinals y Saint-Chély-d'Aubrac   | Lozère              | Occitania                 | Via Podiensis                                                                                           | 44°39′45.7″N 3°02′44.2″E / 44.662694, 3.045611 / 44°35′24.9″N 2°55′15.6″E / 44.590250, 2.921000   |
| 868-073 |        | Camino de Le Puy: entre Saint-Côme-d'Olt y Estaing (17 km)                                                                                   | Saint-Côme-d'Olt y Estaing         | Aveyron             | Occitania                 | Via Podiensis                                                                                           | 44°31′07.8″N 2°49′09.7″E / 44.518833, 2.819361 /44°33′11.1″N 2°40′19.2″E / 44.553083, 2.672000    |
| 868-074 |        | Camino de Le Puy: entre Montredon y Figeac (18 km)                                                                                           | Montredon y Figeac                 | Lot                 | Occitania                 | - | 44°37′01.3″N 2°11′32.9″E / 44.617028, 2.192472 / 44°33′11.1″N 2°40′19.2″E / 44.553083, 2.672000   |
| 868-075 |        | Camino de Le Puy: entre Faycelles y Cajarc (22,5 km)                                                                                         | Faycelles y Cajarc                 | Lot                 | Occitania                 | Via Podiensis                                                                                           | 44°33′54.7″N 1°59′18.1″E / 44.565194, 1.988361 / 44°29′05.4″N 1°50′31.6″E / 44.484833, 1.842111   |
| 868-076 |        | Camino de Le Puy: entre Bach y Cahors (26 km)                                                                                                | Bach y Cahors                      | Lot                 | Occitania                 | Via Podiensis                                                                                           | 44°21′02.8″N 1°40′18.5″E / 44.350778, 1.671806 / 44°26′42.4″N 1°25′54.8″E / 44.445111, 1.431889   |
| 868-077 |        | Camino de Le Puy: entre Lectoure y Condom (35 km)                                                                                            | Lectoure y Condom                  | Gers                | Occitania                 | Via Podiensis                                                                                           | 43°57′24.5″N 0°22′06.2″E / 43.956806, 0.368389 / 43°56′02.3″N 0°37′32.5″E / 43.933972, 0.625694   |
| 868-078 |        | Camino de Le Puy: entre Aroue y Ostabat (22 km)                                                                                              | Aroue y Ostabat                    | Pirineos Atlánticos | Nueva Aquitania           | Via Podiensis                                                                                           | 43°19′00.7″N 0°55′03.7″O / 43.316861, -0.917694 / 43°15′19.5″N 1°04′19.3″O / 43.255417, -1.072028 |